# Polemón (festő)
Polemón (Kr. e. 2. század?) görög festő
Alexandriában élt és alkotott, idősebb Plinius a Naturalis Historia 35. könyvében nagy elismeréssel említi munkáit. Alkotásaiból semmi sem maradt ránk.[forrás?]